# Młodzieżowe indywidualne mistrzostwa Wielkiej Brytanii na żużlu
Młodzieżowe indywidualne mistrzostwa Wielkiej Brytanii – coroczny cykl turniejów żużlowych, wyłaniający najlepszego brytyjskiego żużlowca do 21 lat.